# Joëlle Zask
Joëlle Zask és una filòsofa francesa, traductora, especialista en filosofia política i pragmatisme, professora a la Universitat d'Aix-Marsella. Ha destacat per la seva recerca en democràcia participativa. El gener de 2022, se li va concedir el rang de cavaller del Orde de la Legió d'Honor.

## Biografia
Nascuda l'any 1960, després d'haver passat la seva infantesa en un poble del Jura, esdevingué, l'any 1983, professora de filosofia de secundària. Va defensar la seva tesi doctoral l'any 1998. Professora de filosofia a la Universitat d'Aix-Marsella i membre del CEPERC-IHP, va ser adscrita el 2015 a l'Institut Marcel-Mauss de l'École des hautes études en sciences sociales (EHESS) i del Centre Nacional de la Recerca Científica.

## Pensament
Va dedicar la seva tesi doctoral al filòsof i psicòleg John Dewey. N'ha traduït les seves obres més importants fent que la seva obra sigui accessible a França.
Després va publicar diversos llibres sobre formes democràtiques de participació: «ens imaginàvem que la democràcia s'havia de basar en experts i que podríem posar en suspens l'opinió pública, molt criticada». A la dècada del 1990, va introduir eines a França per experimentar amb la democràcia participativa. L'any 2011 va publicar Participer. Essai sur les formes démocratiques de la participation.
Després va treballar en els temes polítics de les pràctiques artístiques contemporànies així com en temes relacionats amb la crisi ecològica. El seu assaig Quand la forêt brûle. Penser la nouvelle catastrophe écologique, publicat el 2019, destaca per la qualitat de la seva anàlisi de la responsabilitat humana en els megaincendis, quan «l'antropocè resulta ser pirocè», tot i que de vegades ha estat criticat per la seva manca de propostes concretes. El 2020, al seu llibre Zoocities. Des animaux sauvages dans la ville, va investigar l'arribada de bèsties salvatges a la ciutat i com «mantindre aquesta distància necessària per a la meva supervivència, així com per a la seva».